# Parlament světových náboženství
Parlament světových náboženství je celosvětové mezináboženské shromáždění zástupců různých světových náboženství. Jeho průběh a podoba se může léty lišit.

## Historie
První shromáždění pod tímto názvem se sešlo od 11. do 27. září 1893 v Chicagu u příležitosti Světové výstavy v Chicagu 1893. Bylo to vůbec první velké setkání různých náboženství, své zástupce zde měly různé směry, jako jižní buddhismus (tehdejší název pro théravádu), hinduismus (škola advaita védanta) či jóga. Islám reprezentoval diplomat Mohamed Alexander Russel Webb, anglo-americký konvertita k islámu. Účastnil se rovněž Gaston Bonet-Maury, francouzský liberální protestant blízký unitářství. Významnou jistou zprostředkující roli při svolání parlamentu sehrála tehdy nedávno založená Theosofická společnost v zastoupení Williama Quana Judgeho a Annie Besantové.
Náboženství světa si připomněla první parlament znovu v Chicagu po stu letech. V době jeho obnovy se ho tematicky ujal německý teolog a religionista Hans Küng. Připravil podklad dokumentu, který obnovený parlament přijal jako čtverý závazek globální etiky. Od roku 1993 se parlament stal víceméně trvalou institucí. Sešel se, počítáme-li i první parlament v roce 1893, na velkých mezinárodních setkáních celkem osmkrát. Mezitím probíhala různá menší teritoriální a tematická setkání.